# Palacio de los Golfines de Abajo
El palacio de los Golfines de Abajo es un edificio situado en el recinto monumental de la ciudad de Cáceres, España. Fue construido por la rama de los Golfín que se instaló en la ciudad inmediatamente tras su reconquista.
Alonso Golfín, hijo de Alonso Pérez de Golfín. Alonso Golfín, defensor de la causa de Enrique IV, logró que los Reyes Católicos otorgaran a su favor una licencia para fundar un mayorazgo en beneficio de su hijo, Sancho Paredes, que facultaba a éste para instituir  otro con sus bienes  propios y acrecer a los de su padre. Con el paso del tiempo sucedió un inmenso mayorazgo integrado por rentas y posesiones enteras.

Vinculada al mayorazgo de los Golfines se hallaba la casa solariega llamada de los Golfines de Abajo. Las obras se acometieron en dos fases: la primera corresponde al inicio de la construcción, hacia 1510 o 1511, sobre el mismo asentamiento de la casa paterna. La segunda fase apunta hacia su regreso a la ciudad.

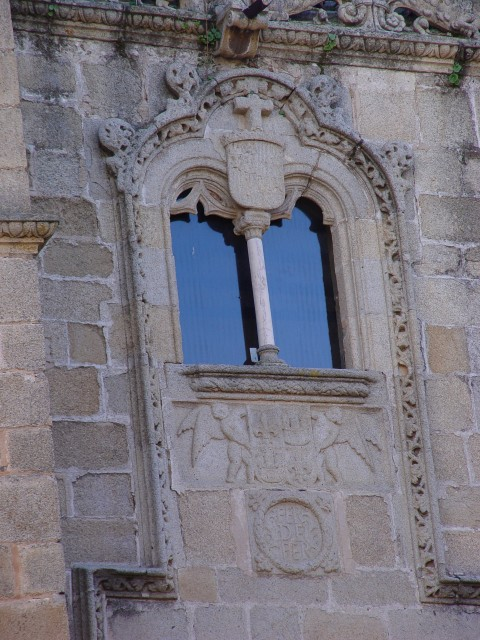
Palacio de los Golfines de Abajo, ventana con el escudo de los Reyes Católicos.

La fachada principal se conforma mediante un cuerpo central de sillería y dos torres laterales. La ventana superior es de estilo gótico y bajo el alféizar de la ventana se ha situado el escudo de los Golfines, que sostienen dos angelitos desnudos e inclinados hacia atrás. Debajo, la inscripción “Fer de Fer”, dentro de una corona de flores labrada en relieve, alude a Fernando (el Rey Católico) de su nieto Fernando (su nieto querido).
En el edificio se aprecian dos estilos diferenciados: la casa-fortaleza del siglo XV y el gusto humanista del siglo XVI. Del primero destaca su torre con dos matacanes laterales y sus arcos rebajados. Del segundo sobresale la crestería plateresca de animales fantásticos que corona toda la fachada, así como las molduras de granito que envuelven puertas y ventanas y los escudos señoriales, de los Golfines y los Álvarez. La cartela con dos flores de lis y dos castillos es la que representa a los Golfines, nombre trastocado del original. Del interior merece la pena destacar el Salón de los Linajes, rectangular con artesones policromados y una completa genealogía de la familia.
Las torres son disímiles. El volumen de la torre situada en la izquierda sobresale respecto a la fachada, y sin embargo la torre de la derecha es más alta, de planta cuadrada.
En agradecimiento a los numerosos servicios de la familia a los Reyes Católicos, estos permitieron colocar su escudo, único en Cáceres, en la fachada de su palacio. Se encuentra, coronado por una cruz, sobre el mainel de mármol de la ventana geminada más alta de la fachada principal. El palacio albergó a los monarcas católicos en las dos veces que visitaron la ciudad. 